# آلکساندر میرزویان
آلکساندر باگراتی میرزویان (ارمنی: Ալեքսանդր Բագրատի Միրզոյան؛ زادهٔ ۲۰ آوریل ۱۹۵۱ در باکو) بازیکن بازنشسته فوتبال در پست مدافع و مربی فوتبال اهل ارمنستان است.

## باشگاهی
از باشگاه‌هایی که در آن بازی کرده‌است می‌توان به باشگاه فوتبال نفتچی باکو، آرارات ایروان، و باشگاه فوتبال اسپارتاک مسکو اشاره کرد.

## تیم ملی
وی همچنین در تیم ملی فوتبال شوروی بازی کرده‌است. میرزویان نخستین بازی ملی خود را که یک بازی دوستانه بود در تاریخ ۲۱ نوامبر ۱۹۷۹ در تفلیس، گرجستان شوروی در مقابل آلمان غربی انجام داده‌است.

## = باشگاهی
=
- قهرمانی جام حذفی فوتبال اتحاد شوروی: (۱۹۷۵)
- قهرمانی لیگ برتر فوتبال اتحاد شوروی: (۱۹۷۹)
- فینالیست جام حذفی فوتبال اتحاد شوروی: (۱۹۷۶), (۱۹۸۰) و (۱۹۸۱)

### انفرادی
- در فهرست ۳۳ بازیکن برتر اتحاد شوروی: ۱۹۷۵, ۱۹۸۰
- قهرمانی بازی‌های قهرمانی پیشکسوتان: ۱۹۹۴